# Sclerospongiae
Sclerospongia é uma classe de poríferos.